# Il pianeta delle scimmie (romanzo)
Il pianeta delle scimmie (La Planète des singes) è un romanzo di fantascienza del 1963, il tredicesimo dello scrittore francese Pierre Boulle.
Con questo libro Boulle si stacca dai suoi temi preferiti (vedi Il ponte sul fiume Kwai) per affrontare per la prima volta il genere distopico, il cui lavoro è diventato un cult. In Italia è stato tradotto per la prima volta nel 1965 da Luciano Tibiletti con il titolo Viaggio a Soror, per poi essere ristampato nel 1975 col titolo attuale.
L'opera è ambientata nel futuro e viene presentata come un messaggio in bottiglia scritto da un pioniere spaziale per raccontare le sue avventure.
L'opera sembra essere largamente ispirata al romanzo del 1944 Gorilla sapiens (Genus Homo)  degli scrittori statunitensi L. Sprague de Camp e P. Schuyler Miller.

## Trama

### Struttura
Il romanzo è diviso in 3 parti, a loro volta suddivise in complessivi 37 capitoli, e più precisamente: 17 la prima parte, 9 la seconda e 11 la terza. Il primo e l'ultimo capitolo sono dedicati al prologo ed all'epilogo.

### Parte prima

#### Capitolo 1: prologo
(Incipit de “Il pianeta delle scimmie”)

#### La storia
L'io narrante e il protagonista della storia è Ulisse Mérou, giornalista francese nato nel XXVI secolo. La sua narrazione comincia con il proposito che lo spinge a scrivere le sue avventure, lo scongiuramento di uno “spaventoso flagello che minaccia la razza umana”. Mérou racconta che nell'anno 2500 era stato invitato dal suo buon amico il professor Antelle, geniale scienziato di fama mondiale, a seguirlo in un'avventura pionieristica sul suo vascello spaziale, costruito con lo scopo di raggiungere un pianeta extrasolare; il sistema astrale prescelto fu quello di Betelgeuse, una stella distante circa trecento anni luce dalla Terra. Oltre allo studioso e al giornalista, incaricato di raccontare gli avvenimenti, vi sono Arturo Levain, il giovane fisico discepolo di Antelle, ed Ettore, un piccolo e allegro scimpanzé, oltre a varie specie vegetali ed animali.
Il viaggio dura all'incirca due anni e, giunti in prossimità di Betelgeuse, i tre uomini scelgono come primo obbiettivo e punto di sbarco un pianeta del tutto simile alla Terra, salvo ovviamente la conformazione fisica dei continenti e una temperatura leggermente più alta, ma del tutto sopportabile. I tre, lasciato il mezzo principale a orbitare intorno al pianeta, ribattezzato dagli stessi Soror, approdarono insieme ad Ettore con una navicella più piccola, una scialuppa, sul nuovo mondo. Durante il progressivo avvicinamento riuscirono a scorgere nitidamente una città artificiale, costruita dagli abitanti di Soror, ma Antelle preferì attraccare in un luogo più appartato, ma abbastanza vicino da poter raggiungere la città agevolmente; scesi dall'imbarcazione, gli astronauti trovarono un ambiente del tutto simile a quello terrestre, con fauna e flora simili a quelle di un paese esotico terrestre. Addentrandosi in una foresta vicina al punto di sbarco il gruppo scorge un lago, e con loro grande stupore, un'orma umana femminile. Tuffatisi nel lago per rinfrescarsi, i tre vennero fulminati dall'apparizione di una donna bellissima, nuda, che li osservava dall'alto della cascata; con qualche accorgimento riescono a farla avvicinare e notano nel suo sguardo e nel suo comportamento una mancanza di raziocinio e di umanità che li lascia sbalorditi: una donna allo stato animalesco. L'alone di mistero che circondava questa donna aumentò quando, con la comparsa di Ettore, terrorizzata dalla presenza della scimmiotta inizia a ringhiare e lo uccide a mani nude. Passata la notte sulla navicella, la mattina ritornano sul luogo dove incontrarono la donna, ma stavolta questa non era sola: insieme a lei molti altri uomini e donne, tutti nudi e con lo stesso atteggiamento animalesco di Nova, la bellissima ragazza che venne così battezzata da Ulisse Mérou. I tre uomini notarono che questi uomini sororiani erano terrorizzati da qualsiasi oggetto artificiale, infatti quando li avvicinarono, vennero spogliati e vennero distrutti sia i loro vestiti sia la loro navicella. Un'altra paura di questa tribù era l'atteggiamento ”umano”: i tre astronauti, ormai prigionieri di questa gente, vennero scortati in una radura dove vi erano solo delle semplici tane costituite da ramoscelli e buche nel terreno dove dormire; nessun segno di civiltà, i tre uomini non potevano neanche parlare, sorridere o gesticolare, pena un irrazionale terrore colpiva la moltitudine sororiana. Mérou passò la notte con Nova, abbracciato in una tana. La mattina seguente vennero svegliati da colpi di fucile e tamburi: una battuta di caccia in cui, come poterono notare, le prede erano gli uomini e i cacciatori dei gorilla vestiti da cacciatori. Durante questa inusuale azione venatoria, Arturo Levain, impazzito per le disavventure, rimase vittima dei fucili, mentre Mérou, perso di vista il prof. Antelle, venne catturato. Portato in una specie di campo base, ai suoi occhi comparve uno spettacolo del tutto singolare: vari gorilla e scimpanzé, vestiti in modo “umano”, mostravano alle loro donne le prede. Il giornalista venne portato in una città e rinchiuso in una gabbia di quello che lui riconobbe come un centro di ricerche scientifiche; con sua grande gioia nella gabbia accanto venne posta Nova, con cui era riuscito ad instaurare, seppur attraverso gesti animali, le basi di un primitivo rapporto.
Gli uomini, rinchiusi nelle gabbie di quella stanza, vennero sottoposti da due gorilla, che in seguito si scoprirà essere due inservienti del laboratorio, ad una serie di esperimenti scientifici con cui Mérou, cercando in vari modi di comunicare e dimostrare la sua superiorità, riuscì a farsi notare dai due scimmioni. La sua unicità venne fatta notare alla scienziata a capo del reparto, una graziosa scimpanzé di nome Zira. Mérou riuscì ad attirare l'attenzione della scimpanzé sulla sua vivacità intellettuale, incuriosendola e riuscendo a venire sottoposto all'esame di Zaius, un orang-utan a capo del laboratorio; nonostante gli sforzi dell'uomo però, Zaius non si convince e attribuisce la parola e la mimica ad un esperimento precedente o comunque ad un'opera di ammaestramento. Continuò quindi ad essere sottoposto ai test scientifici e, per una ricerca sul comportamento sessuale in cattività, gli venne affiancata in gabbia Nova.

### Parte seconda
Mérou viveva in condizioni privilegiate rispetto alle altre cavie, privilegi che ricadevano anche su Nova, con cui aveva ormai un rapporto affettivo, ma purtroppo basato solo sulla fisicità, sebbene Nova continuava a mostrare piccolissimi miglioramenti intellettuali. Durante le sempre più frequenti visite a cui veniva sottoposto da Zira, Ulisse venne folgorato da un'idea che gli concesse la fiducia della scienziata: avvicinatosi a Zira riuscì ad appropriarsi della penna e della cartelletta su cui cominciò a disegnare e scrivere, riuscendo a far comprendere il suo stato e la sua origine. Zira con grandissimo stupore comprese, ma lo pregò di non esporsi più a Zaius. Cominciò un rapporto di amicizia fra l'uomo e la scimpanzé, rapporto in cui lui le insegnò il francese e lei gli passò segretamente libri attraverso cui poté imparare la lingua, la storia e la cultura scimmiesca. 
Tempo dopo, Zira acconsentì ad accompagnarlo fuori dall'”Istituto di Alti Studi Biologici” e condurlo a fare un giro in città; il giro si concluse in un parco dove lei gli espone il suo piano per rendergli la libertà e poter dimostrare al Mondo la sua origine aliena. In questo piano venne coinvolto anche Cornelius, fidanzato di Zira e grande scienziato, le cui conoscenze e i cui contatti consentono lo svolgimento del piano. Le uscite per incontrare Cornelius aumentarono, ed in una di queste gite Ulisse convinse la coppia di scienziati a portarlo in uno zoo dove, fra i molti animali, vide con suo enorme dispiacere il prof. Antelle, ridotto a bestia irrazionale, con lo stesso sguardo privo di spirito che caratterizza gli uomini di Soror; ogni tentativo di comunicazione che fece con lui risultò vano. Giunto il giorno prescelto per l'annuncio, Ulisse fu condotto al congresso scientifico che si svolgeva in un enorme anfiteatro dove, davanti ad un pubblico composto dalle più importanti cariche della civiltà scimmiesca, Mérou espose loro la sua storia; Ulisse fu riconosciuto per ciò che era, sebbene non venisse ben visto da tutti. Divenuto libero, venne preso da Cornelius, insignito della carica di nuovo direttore del laboratorio, come collaboratore; come prima richiesta chiese e gli fu concesso di liberare il prof. Antelle il quale, a causa della sua condizione mentale, dovette essere rinchiuso in una gabbia del laboratorio.

### Parte terza
È passato ormai un mese dal giorno del congresso; Ulisse Mèrou è ben inserito nella società scimmiesca: di giorno collabora con Cornelius mentre di sera partecipa a feste, visita musei o va a teatro. Un giorno Cornelius lo invitò ad andare in un centro archeologico dove erano stati rinvenuti dei reperti straordinari; giunti sul luogo degli scavi, un'antica città di circa diecimila anni, Cornelius e Ulisse poterono vedere coi loro occhi l'oggetto causa di tale sgomento: una bambola di porcellana con sembianze umane. Ciò che colpì più di tutto furono la minuzia di particolari, ma soprattutto il fatto che era vestita; era la prova di una civiltà umana raziocinante precedente quella scimmiesca. Tornati nella capitale Ulisse scoprì che Nova era incinta. Oltre a ciò Cornelius, da un po' di tempo turbato da qualcosa, spiegò finalmente la causa di questa sua inquietudine: portato per la prima volta Ulisse nel reparto encefalico, gli vennero mostrati un uomo ed una donna collegati a degli elettrodi; stimolati i due cominciarono a parlare. Nella donna, gli fu spiegato, era stata risvegliata la memoria della specie; stimolata attraverso l'elettricità questa cominciò a descrivere il momento in cui le scimmie presero il sopravvento su una popolazione umana arrendevole e inetta. Dopo poco tempo Nova partorì il figlio di Ulisse, ma la gioia del lieto evento venne spezzata da un discorso di Zira e Cornelius; Ulisse, infatti, era visto da molti come un pericolo, e se fosse venuta alla luce la notizia della nascita di un figlio in grado di piangere, e quindi verosimilmente in grado di parlare, una progenie evoluta insomma, lui e la sua famiglia sarebbero stati di certo condannati ad una fine tremenda. La nuova famiglia quindi venne, con un sotterfugio, rimandata in orbita dove, raggiunto il vascello spaziale orbitante, ripresero la via dello spazio direzione Terra. Passati due anni, Sirius, il figlio di Ulisse e Nova, non solo mostrava le comuni capacità di un essere umano evoluto, ma anche una vivace intelligenza; Nova mostrava ogni giorno dei miglioramenti, grazie soprattutto ad un istinto di imitazione nei confronti di Sirius. Giunti finalmente sulla Terra, Nova, alla vista di una macchina fu presa dal terrore: al volante infatti vi era un gorilla. Ulisse era sbarcato infatti sulla Terra 700 anni dopo la sua partenza, e il pianeta era ora governato da scimmie intelligenti come su Soror. Egli immediatamente abbandona la Terra, scrive la sua storia in una bottiglia e la lancia nello spazio affinché qualcuno la trovi. 

#### Capitolo 12: epilogo
Phyllis e Jinn hanno finito di leggere la storia, ma i due restano indifferenti, anzi, la scambiano per una grossolana burla e, mentre Jinn, con le sue quattro mani, cambia rotta alla sua astronave, la sua amica Phyllis, scuotendo le sue orecchie pelose, prende il suo piumino da cipria e si ravviva "l'adorabile musetto di giovane scimpanzé", dicendo che un uomo non avrebbe avuto l'intelligenza di scrivere una simile storia.

## Personaggi
Protagonista
- Ulisse Mérou (voce narrante), giornalista francese scelto come cronista del viaggio verso Soror, sarà l'unico uomo a mantenere la razionalità e a salvarsi, entrando in contatto con la civiltà sororiana.

Esseri Umani
- Professor Antelle, grande scienziato sfiduciato nei riguardi dell'umanità, crea la navicella per poter raggiungere un nuovo pianeta. In principio è il capo e la mente della missione, ma in seguito agli avvenimenti, perde del tutto la razionalità.
- Arturo Levain, giovane fisico discepolo del Prof. Antelle, rimarrà, preso da un raptus di follia, vittima dei cacciatori gorilla.
- Nova, il primo esser umano trovato sul pianeta Soror, instaura un rapporto graduale di fiducia ed affetto verso Ulisse. Sarà la madre di Sirius, e seguirà con il figlio Ulisse sulla Terra.
- Sirius, figlio di Nova ed Ulisse, è la causa della fuga da Soror dei genitori; visto dalle scimmie come una minaccia, è un bambino precoce ed intelligente.

Scimmie
- Zira, scienziata scimpanzé a capo del reparto in cui si trova Ulisse; brillante e dolce, sarà la prima a scoprire la verità su di Ulisse, con cui instaurerà un rapporto spirituale. È fidanzata con Cornelius
- Cornelius, scienziato scimpanzé molto famoso ed importante e, in seguito, capo dell'istituto; inizialmente per amor della fidanzata e della scienza, aiuterà Ulisse ad annunciare la sua posizione davanti alla società scimmiesca. È costantemente alla ricerca dell'origine della scimmia.
- Zaius, scienziato orangutan a capo dell'istituto in cui lavora Zira; borioso e saccente, si rifiuterà fino alla fine di accettare Ulisse, considerandolo prima un animale addomesticato, poi una minaccia alla società.
- Zoram e Zanam, due gorilla dipendenti del laboratorio, saranno i primi due scimmioni con cui Ulisse comunicherà
- Jinn e Phyllis, i due scimpanzé che, navigando nello spazio, troveranno la bottiglia contenente la storia di Ulisse.

## Ambientazione

### Soror
Soror è il secondo pianeta a partire da Betelgeuse, l'astro del sistema di Betelgeuse o Alfa di Orione, una stella supergigante rossa. Dista dalla Terra trecento anni luce. È un mondo assai somigliante alla Terra, di cui ha più o meno lo stesso volume, la stessa composizione atmosferica, una flora e una fauna del tutto simili. La temperatura media è di circa 25 °C.
La razza dominante su Soror è quella della Scimmia, chiamata Simius sapiens.

### La società scimmiesca
Le scimmie sono divise in tre caste, i Gorilla, gli Orangutan e gli Scimpanzé e il suo progresso attuale ricorda molto da vicino il XX secolo terrestre.

## Riferimenti scientifici
Boulle fa un uso realistico della scienza nel libro, con vari riferimenti a teorie scientifiche. La principale è la teoria darwiniana dell'evoluzione che viene ripresa e capovolta su Soror, dove sono le scimmie ad aver raggiunto il maggior grado evolutivo. Un'altra teoria utilizzata è la teoria della relatività: la navicella infatti, come spiegherà il Prof. Antelle al protagonista, viaggia ad una velocità pari a c-ε, ovvero alla velocità della luce meno un valore infinitesimalmente vicino allo zero, e viene così la differenza temporale che avviene fra loro e la Terra. Vi sono inoltre una serie di esperimenti sugli animali (ovviamente gli animali sono gli uomini), come ad esempio gli esperimenti di Pavlov.

## Opere derivate
Il libro ha ispirato vari film e serie televisive basate sulla sua storia; fra queste la prima è Il pianeta delle scimmie del 1968, l'ultimo del 2024.

### Cinema
- Il pianeta delle scimmie (Planet of the Apes, 1968), regia di Franklin J. Schaffner, con Charlton Heston

Il film del 1968 diede vita a quattro sequel:
- L'altra faccia del pianeta delle scimmie (Beneath the Planet of the Apes, 1970), regia di Ted Post
- Fuga dal pianeta delle scimmie (Escape from the Planet of the Apes, 1971), regia di Don Taylor
- 1999 - Conquista della Terra (Conquest of the Planet of the Apes, 1972), regia di J. Lee Thompson
- Anno 2670 ultimo atto (Battle for the Planet of the Apes, 1973), regia di J. Lee Thompson

Il film Planet of the Apes - Il pianeta delle scimmie (Planet of the Apes, 2001), regia di Tim Burton, con Mark Wahlberg è un remake de Il pianeta delle scimmie.
Con una quadrilogia reboot influenzato dai film originali:
- L'alba del pianeta delle scimmie (Rise of the Planet of the Apes) (2011), regia di Rupert Wyatt.
- Apes Revolution - Il pianeta delle scimmie (Dawn of the Planet of the Apes) (2014), regia di Matt Reeves.
- The War - Il pianeta delle scimmie (War for the Planet of the Apes) (2017), regia di Matt Reeves.
- Il regno del pianeta delle scimmie (Kingdom for the Planet of the Apes) (2024), regia di Wes Ball.

### Televisione
- Il pianeta delle scimmie, serie televisiva, 1974
- Ritorno al pianeta delle scimmie, serie animata, 1975

### Videogiochi
- Il pianeta delle scimmie, videogioco del 2001 prodotto dalla Ubi Soft e sviluppato dalla Visiware.

### Citazioni
- La raccolta del 2004 dei Guano Apes si chiama Planet of the Apes .

## Edizioni
- Pierre Boulle, Viaggio a Soror, traduzione di Luciano Tibiletti, collana Il mosaico n.53, Massimo, 1965,  pp. 294, cap. 37.
- Pierre Boulle, Il pianeta delle scimmie, traduzione di Luciano Tibiletti, Oscar Mondadori n. 623, Arnoldo Mondadori Editore, 1975,  p. 174.